# 엘미나성

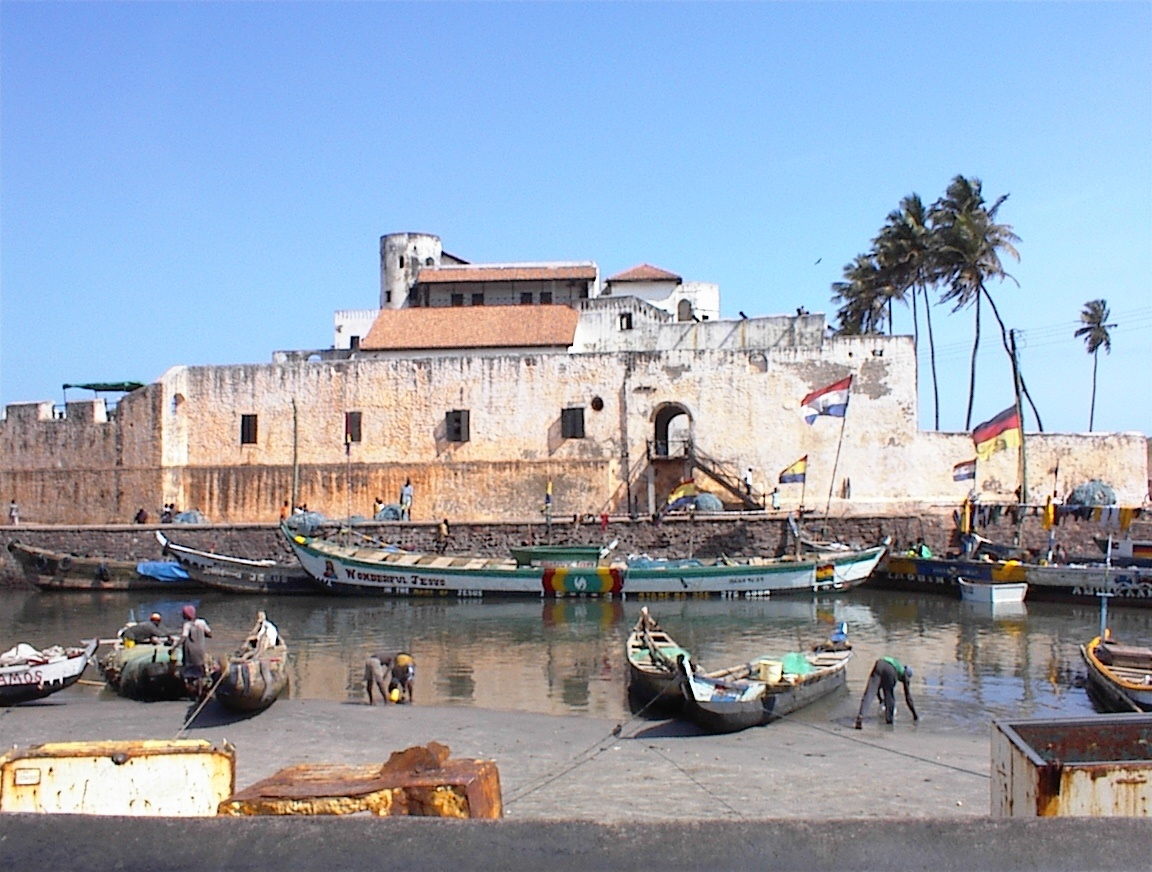
엘미나 성

엘미나성(영어: Elmina Castle) 또는 상조르즈다미나 성(포르투갈어: Castelo de São Jorge da Mina)은 현재 가나 엘미나에 1482년에 포르투갈인에 의해 세워진 성이다. 사하라 이남 아프리카에서 가장 오래된 유럽 건축물이자 기니 만의 첫 번째 교역지이다. 나중에 대서양 노예 무역의 거점이 된다.